# Angelo Mozilo

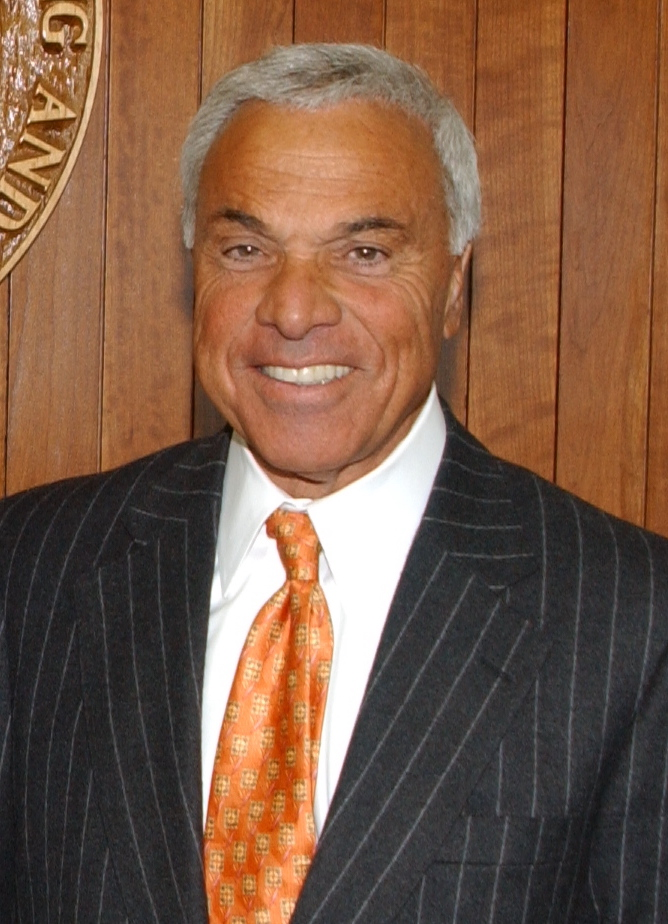
Angelo Mozilo

Angelo R. Mozilo (* 16. Dezember 1938 in New York City; † 16. Juli 2023) war ein US-amerikanischer Geschäftsmann. Mozilo war der Gründer des größten amerikanischen Hypothekenanbieters im Subprime-Geschäft Countrywide Financial Corporation und war bis 2008 dessen CEO.

## Leben
Mozilo studierte an der Fordham University und war verheiratet. Er hatte fünf Kinder.
Im Juni 2009 reichte die amerikanische Börsenaufsicht SEC Klage gegen Mozilo ein: Er soll durch Insiderhandel rund 140 Millionen Dollar erwirtschaftet haben.
Die Ermittler der amerikanischen Börsenaufsicht SEC gaben am 15. Oktober 2010 bekannt, dass Angelo Mozilo insgesamt 67,5 Millionen Dollar (48 Mio. Euro) zahlen muss, weil er seine Aktionäre über die gefährlichen Geschäfte der Firma auf dem Hypothekenmarkt im Unklaren gelassen habe. Nach eigenen Angaben hat die SEC noch nie eine höhere Buße gegen einen Konzernchef verhängt. Um einem langwierigen und unkalkulierbaren Gerichtsverfahren aus dem Weg zu gehen, setzte die SEC im Rahmen eines Vergleichs diese – niedrigere als die ursprünglich geforderte – Summe von 140 Millionen Dollar an.

## Weiteres
Nach der Finanzkrise 2008 nahm ihn das Time Magazine in die Liste der 25 Menschen auf, die am stärksten für die Krise verantwortlich waren. In der Liste der schlechtesten amerikanischen Geschäftsführer reihte ihn Portfolio.com an die zweite Stelle. Der Dokumentarfilm Inside Job von Charles H. Ferguson nennt Mozilo als einen der Verantwortlichen für die Finanzkrise.